# Carlo Ceriana-Mayneri
Carlo Ceriana-Mayneri (Torino, 8 marzo 1886 – Roma, 16 aprile 1960) è stato un generale italiano nonché conte della casata di Ceriana-Mayneri.

## Biografia
Allievo alla Scuola di Cavalleria è nominato sottotenente il 7 aprile 1905 ed assegnato al 1º Reggimento "Nizza Cavalleria", che durante la prima guerra mondiale è dislocato a Monfalcone e Vittorio Veneto.
Si sposa con Marcella Grazioli Lante della Rovere e da lei ha quattro figli: Giulianella (1914), Vittoria (1915), Ludovico (1920) ed Umberto (1931). Nel 1934, con il grado di colonnello, Ceriana-Mayneri è trasferito a comando del 4º Reggimento "Genova Cavalleria", che nel 1935 ha preso parte alla Guerra d'Etiopia partecipando alla conquista di Neghelli.
Nel 1938, promosso a generale di brigata, Ceriana-Mayneri assume l'incarico di Comandante della Scuola di Applicazione di Cavalleria (la stessa di cui fu allievo anni prima). Allo scoppio della seconda guerra mondiale, dopo la promozione a generale di divisione prende il comando, nel 1940, del Raggruppamento Celere della "1ª Armata"  (un'unità di riserva composta da un reggimento di cavalleria, uno di carri ed uno di bersaglieri) situato a Fossano.
Dopo la resa della Francia, alle cui battaglie il Raggruppamento Celere non aveva partecipato, questo si sposta sul confine orientale. Nel febbraio 1941 Ceriana-Mayneri è generale della 2ª Divisione Celere "Emanuele Filiberto Testa di Ferro" e partecipa all'invasione della Jugoslavia. Dopo la vittoria della campagna Ceriana-Mayneri viene assegnato dal 25 luglio 1942 al comando della 133 Divisione corazzata "Littorio" con la quale prende parte alle operazioni di guerra in Africa Settentrionale sino al 17 settembre successivo.
Dal febbraio al giugno 1943 comanda la 23ª Divisione fanteria "Ferrara" dislocata prima a Durazzo impiegata in funzione di difesa costiera per poi essere spostata in Montenegro, dove organizzò nella regione dei presidi territoriali per sedare le numerose insurrezioni popolari che andavano aumentando dopo la proclamazione del Regno del Montenegro. Le ribellioni furono represse con violenza: nel rastrellamento dei distretti di Nikšić e Šavnik la Divisione "Ferrara" saccheggiò e distrusse in parte o totalmente tutti i centri abitati della zona, fucilando un gran numero di civili. L'accanimento dimostrato dai soldati italiani trova la sua origine anche nell'esortazione loro rivolta da Ceriana-Mayneri, che incitava a non avere pietà per nessuno perché gli abitanti della zona erano colpevoli di avere aiutato e protetto in più modi i partigiani. Infatti, a guerra terminata, Ceriana-Mayneri fu sottoposto alla Commissione d'Inchiesta per presunti crimini di guerra.
Nell'estate del 1943, quando ormai le sorti della guerra furono perdute per gli italiani Ceriana-Mayneri ritorna in patria per prendere in comando la 216ª Divisione Costiera, adibita alla difesa delle coste toscane nella zona di Pisa. dopo gli avvenimenti connessi all'armistizio dell'8 settembre 1943, in data 12 settembre, è catturato in combattimento dai tedeschi che lo internano prima nel campo di Coltano (Pisa) e poi presso l'ospedale San Gallo di Firenze dal quale riesce a fuggire e a darsi alla macchia. Si presenterà al Ministero della Guerra il 27 luglio 1944, rimanendovi a disposizione. Dopo la fine della guerra viene promosso a generale di corpo d'armata e diventa presidente dell'Associazione Nazionale Arma di Cavalleria dal 1948 fino al 1955, quando si ritira da ogni attività.
Nel Dopoguerra pubblica il libro Parla un Comandante di Truppe - Rispoli Editore in Napoli, 1947.